# 尚翹峰
尚翹峰（英語：The Zenith），位於香港島灣仔太原街、灣仔道3號，東面近皇后大道東264號灣仔街市及律敦治醫院。由華人置業及市區重建局共同發展。尚趐峰共有3座住宅大廈，樓高40至43層，共提供652伙，每層4至6伙不等，於2007年4月入伙。現時的管理公司為仲量聯行，管理月費建築每呎2.1元。尚翹峰入夥後，令這一帶的物業價格也隨之上漲。

## 會所
基座3及5樓為會所及平台花園，提供30餘項康樂設施，包括室外泳池、按摩池及兒童池、燒烤場、鋼琴室、卡拉 OK室、桌球室、乒乓球室、電腦室及麻雀耍樂室等。

## 商場
第1座基座地下設茶餐廳、文具店及有機蔬菜店；3樓設聖公會聖基道幼兒園，1樓及2樓一直處於空置狀態。
第2至3座基座商場地下大部份範圍是新灣仔街市，2008年9月1日啟用。一樓為酒牌局辦公室，以及食環署其他部門的辦事處。地庫一度空置，後於2011年7月22日開設民政事務總署轄下的灣仔活動中心。
2016年10月，鄧成波以5.642億港元向華人置業及市建局收購尚翹峰1至3座商場連停車場。
2023年1月，鄧成波家族以2.1億港元出售尚翹峰1座商舖及停車場。

## 圖集

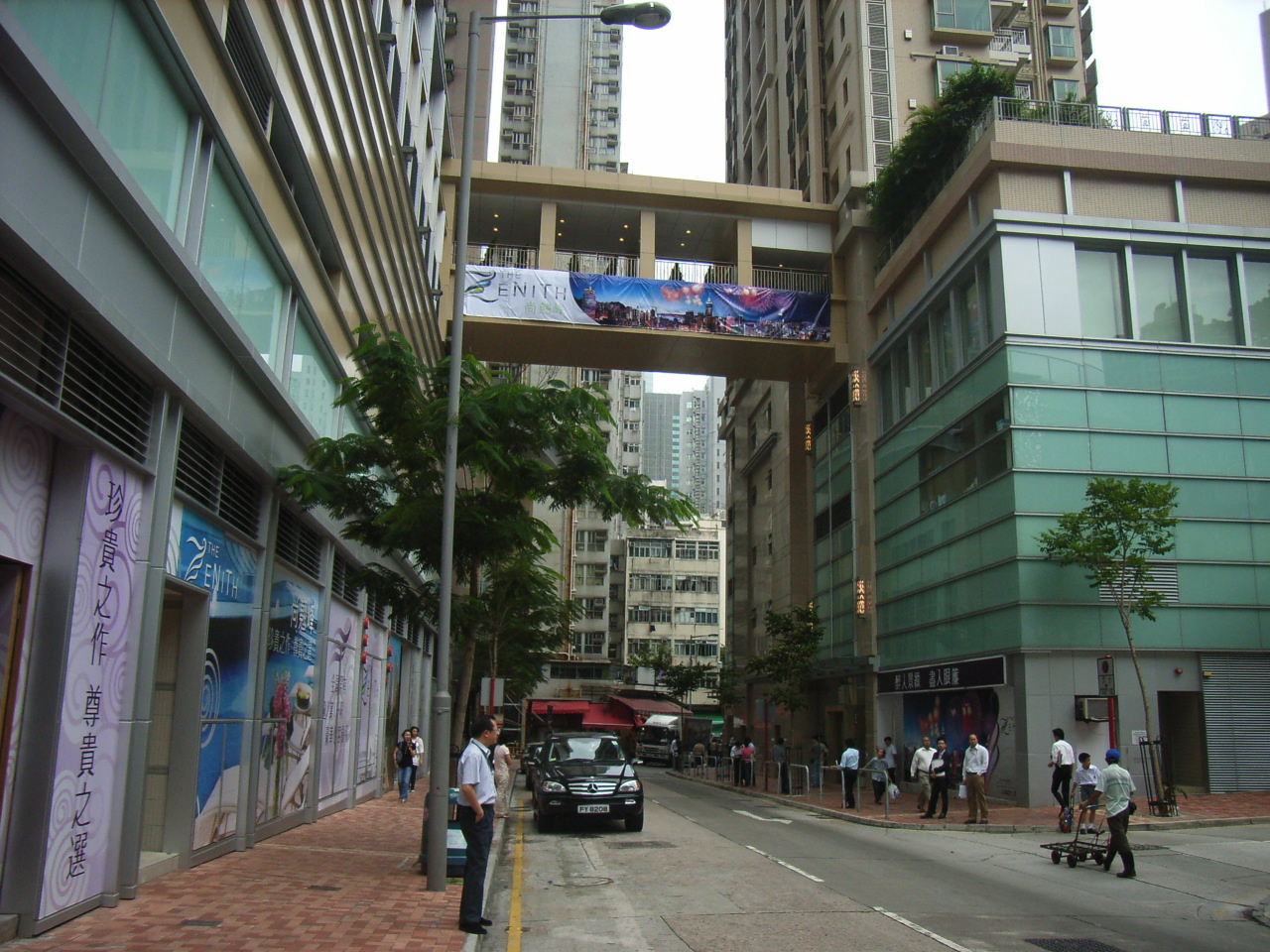
尚翹峰在灣仔道的入口
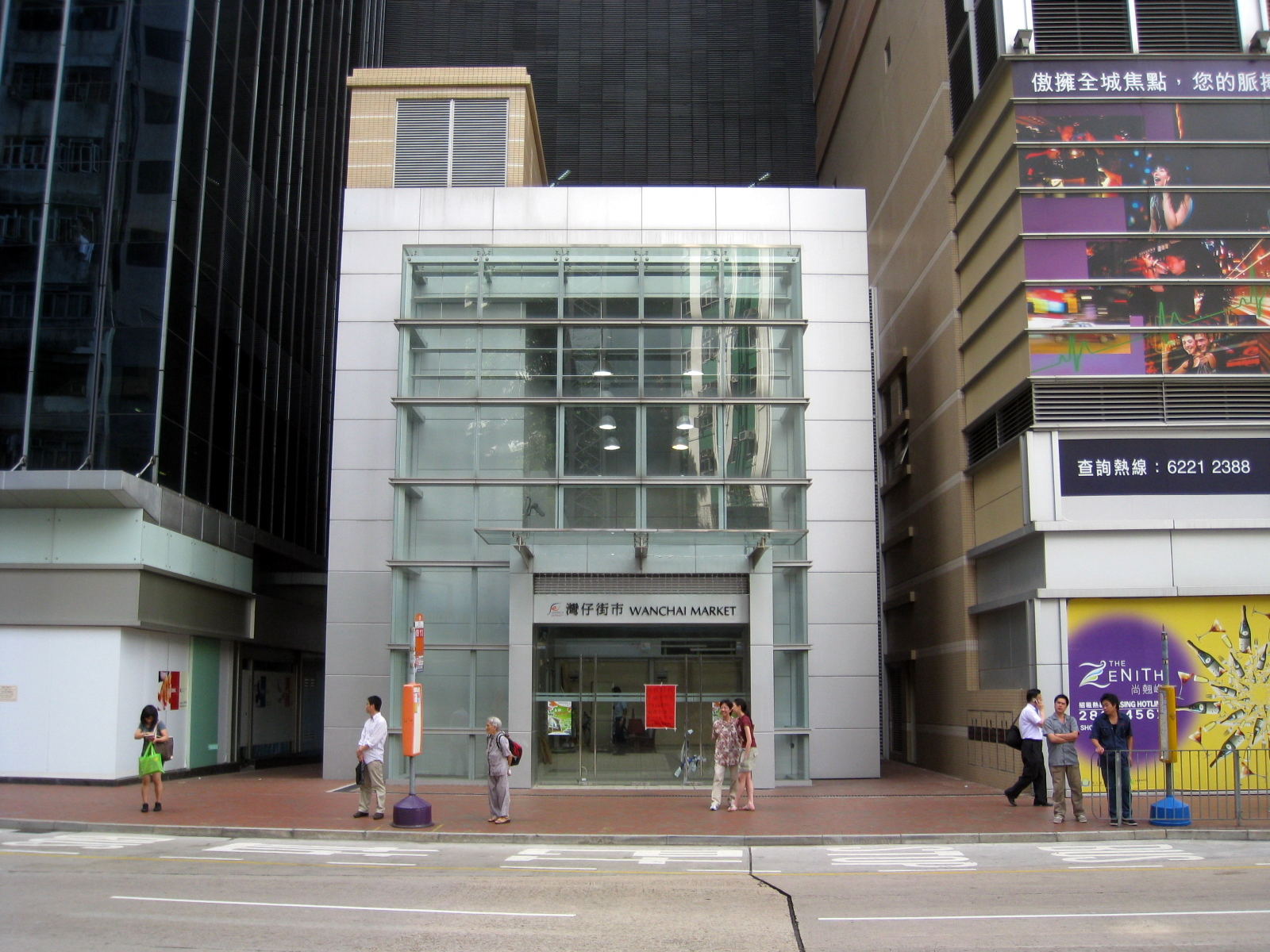
基座設灣仔街市

## 附近物業
- 壹環
- 驊宅
- 胡忠大廈
- 合和中心
- 慧賢軒
- 忻怡閣